# Animax (revista)
Animax foi uma revista sobre animês e mangás lançada no Brasil na década de 1990 pela editora Magnum (editora conhecida por publicar revistas especializadas em armas de fogo).
A Animax nasceu após a cisão da revista Japan Fury, que originalmente foi lançada em 1993 como um fanzine da ORCADE (Organização Cultural de Animação e Desenho) e que em 1995, ganhou uma versão profissional publicada pela editora Nova Sampa em formatinho (13,5 cm x 20,5 cm), e teve seu primeiro número em 15 de maio de 1996.
Editada por Sergio Peixoto Silva e José Roberto Pereira, a revista gerou dois spin-offs: as revistas Hyper Comix e Novas Aventuras de Megaman, a primeira é um revista satírica semelhante a revista Mad que trazia paródias a séries de mangá e anime, lançada incialmente como um fanzine e a segunda um mangá licenciado do jogo homônimo da Capcom, ambas eram totalmente produzidas por artistas brasileiros e trouxeram histórias desenhadas por artistas como Érica Awano e Eduardo Francisco (que fizeram suas estreias como desenhistas em Mega Man) e Daniel HDR (que já desenhava para o mercado norte-americano em editoras como a Marvel Comics).
A revista chegou a ter uma nova versão em 2004, a Animax Reload em formato A5 (um pouco maior que o tradicional formatinho), essa revista foi editada por Alexandre Nagado.
Em 2017, em parceria com a editora Warpzone, Sergio Peixoto lançou uma edição comemorativa intitulada Animax nº 51, no formato A5.
Em 2018, foi anunciado um projeto de financiamento coletivo no Catarse para publicar a revista em formato digital. Em setembro de 2019, a Animax foi cancelada, dando lugar a uma nova versão da Anime EX.

## Projetos posteriores
Após divergências, a dupla de editores desfez a parceria, Em 2002, Sergio Peixoto lançou a revista Anime EX pela Editora Trama (mesma editora das revistas Holy Avenger e Dragão Brasil) em formato americano, mas com uma estrutura de pautas similar à da predecessora, com apenas algumas seções recebendo nomes diferentes.
Em 2005, Peixoto lançou pela Digerati a revista Anime Fury, nos mesmos moldes das revistas Japan Fury e Animax (em formatinho e com 36 páginas) e participa do livro Hentai – A Sedução do Mangá pela Opera Graphica, que também contou com textos do jornalista e pesquisador acadêmico Nobu Chinen e o quadrinista Minami Keizi, precursor do estilo mangá no Brasil na década de 1960. No ano seguinte José Roberto lançou a Kamikaze, que gerou uma certa polêmica devido ao conteúdo gratuitamente ofensivo a cosplayers e fãs de anime e mangá.
Em 2013, Peixoto publica o livro Mangá do começo ao fim.